# Кубок наций ОФК среди женщин
Кубок наций ОФК среди женщин (англ. OFC Women's Nations Cup), ранее известен как Чемпионат Океании (англ. OFC Women's Championship) —  женский футбольный турнир, в котором участвуют национальные команды, входящие в Конфедерацию футбола Океании (ОФК). Он проводился каждые три года с 1983 по 1989 год. В настоящее время турнир проводится нерегулярно. Из 12 проведенных турниров Новая Зеландия выиграла шесть из них.
Соревнования служат отборочным турниром к чемпионату мира по футболу среди женщин с 1991 года. В 2007 году соревнования проходили в Папуа — Новой Гвинеи во второй раз. Тонга и Соломоновы острова впервые приняли участие в турнире с участием четырех команд, в котором участвовали шесть команд.
Последний розыгрыш был сыгран в июле 2022 года на Фиджи, и его впервые выиграла Папуа — Новая Гвинея.
Только четыре страны выиграли трофей: Австралия (3 раза), Новая Зеландия (6 раз), Китайский Тайбэй (2 раза) и Папуа — Новая Гвинея (1 раз).
1 января 2006 года Австралия перестала быть членом ОФК, решив присоединиться к Азиатской футбольной конфедерации (АФК) и больше не участвовала в турнире.

## История

### Первые турниры (1983–1989)
Кубок наций ОФК среди женщин стартовал в 1983 году (как Чемпионат ОФК среди женщин). Первый розыгрыш проходил в Новой Каледонии, и его выиграла Новая Зеландия после победы над Австралией со счетом 3:2. В этом розыгрыше также участвовали Новая Каледония и Фиджи.
Новая Зеландия принимала второй турнир в 1986 году, который выиграл Китайский Тайбэй после победы над Австралией со счетом 4:1. В этом турнире также играла вторая команда Новой Зеландии.
Китайский Тайбэй снова выиграл в 1989 году на австралийской земле у Новой Зеландии. В этом выпуске дебютировала Папуа-Новая Гвинея, которая проиграла все свои игры.

### Первые отборочные матчи чемпионата мира (1991–1995)
Турнир вернулся в 1991 году всего с тремя командами: Австралией (хозяева), Новой Зеландией и Папуа-Новой Гвинеей. Это соревнование также служило отборочным турниром на чемпионат мира 1991 года. Новая Зеландия заняла первое место и попала в финальную стадию чемпионата мира.
В 1995 году принимающей стороной была Папуа-Новая Гвинея. В этом выпуске участвовали те же команды, что и в предыдущем розыгрыше. На этот раз Австралия выиграла турнир и прошла квалификацию на чемпионат мира 1995 года в Швеции.

### 1998 — н.в.
Американское Самоа и Самоа дебютировали в 1998 году. В этом розыгрыше победила Австралия. В 2003 году австралийцы снова победили. Это было их последнее участие в турнире перед переходом в Азиатскую футбольную конфедерацию в 2006 году.

## Результаты
| №  | Год  | Место проведения     | Финальная игра       | Финальная игра   | Финальная игра       | Матч за 3-е место    | Матч за 3-е место      | Матч за 3-е место  | Кол-во команд |
| №  | Год  | Место проведения     | Чемпион              | Счёт             | Вице-чемпион         | 3-е место            | Счёт                   | 4-е место          | Кол-во команд |
| -- | ---- | -------------------- | -------------------- | ---------------- | -------------------- | -------------------- | ---------------------- | ------------------ | ------------- |
| 1  | 1983 | Новая Каледония      | Новая Зеландия       | 3:2              | Австралия            | Новая Каледония      | круговая система       | Фиджи              | 4             |
| 2  | 1986 | Новая Зеландия       | Китайский Тайбэй     | 4:1              | Австралия            | Новая Зеландия       | 0:0 (д.в.) (с.п., 3–1) | Новая Зеландия B   | 4             |
| 3  | 1989 | Австралия            | Китайский Тайбэй     | 1:0              | Новая Зеландия       | Австралия            | круговая система       | Австралия B        | 5             |
| 4  | 1991 | Австралия            | Новая Зеландия       | круговая система | Австралия            | Папуа — Новая Гвинея | не было                | не было            | 3             |
| 5  | 1994 | Папуа — Новая Гвинея | Австралия            | круговая система | Новая Зеландия       | Папуа — Новая Гвинея | не было                | не было            | 3             |
| 6  | 1998 | Новая Зеландия       | Австралия            | 3:1              | Новая Зеландия       | Папуа — Новая Гвинея | 7:1                    | Фиджи              | 6             |
| 7  | 2003 | Австралия            | Австралия            | круговая система | Новая Зеландия       | Папуа — Новая Гвинея | круговая система       | Самоа              | 5             |
| 8  | 2007 | Папуа — Новая Гвинея | Новая Зеландия       | круговая система | Папуа — Новая Гвинея | Тонга                | круговая система       | Соломоновы Острова | 4             |
| 9  | 2010 | Новая Зеландия       | Новая Зеландия       | 11:0             | Папуа — Новая Гвинея | Острова Кука         | 2:0                    | Соломоновы Острова | 8             |
| 10 | 2014 | Папуа — Новая Гвинея | Новая Зеландия       | круговая система | Папуа — Новая Гвинея | Острова Кука         | круговая система       | Тонга              | 4             |
| 11 | 2018 | Новая Каледония      | Новая Зеландия       | 8:0              | Фиджи                | Папуа — Новая Гвинея | 7:1                    | Новая Каледония    | 8             |
| 12 | 2022 | Фиджи                | Папуа — Новая Гвинея | 2–1              | Фиджи                | Соломоновы Острова   | 1:1 (д.в.) (с.п., 6:5) | Самоа              | 9             |

Примечания===  ===
1. 1 2 3  Плей-офф за третье место, который должен был состояться между Австралией и Австралией B, был отменен из-за заболоченного поля, поэтому был использован их групповой зачёт.[1]

### Команды входившие в топ-4 турнира
На данный момент в четверку лучших команд вошли:
| Команда              | Чемпион                                | Вице-чемпион               | 3-е место                        | 4-е место      |
| -------------------- | -------------------------------------- | -------------------------- | -------------------------------- | -------------- |
| Новая Зеландия       | 6 (1983, 1991, 2007, 2010, 2014, 2018) | 4 (1989, 1994, 1998, 2003) | 1 (1986)                         | –              |
| Австралия            | 3 (1994, 1998, 2003)                   | 3 (1983, 1986, 1991)       | 1 (1989)                         | –              |
| Китайский Тайбэй     | 2 (1986, 1989)                         | –                          | –                                | –              |
| Папуа — Новая Гвинея | 1 (2022)                               | 3 (2007, 2010, 2014)       | 5 (1991, 1994, 1998, 2003, 2018) | –              |
| Фиджи                | –                                      | 2 (2018, 2022)             | –                                | 2 (1983, 1998) |
| Острова Кука         | –                                      | –                          | 2 (2010, 2014)                   | –              |
| Соломоновы Острова   | –                                      | –                          | 1 (2022)                         | 2 (2007, 2010) |
| Новая Каледония      | –                                      | –                          | 1 (1983)                         | 1 (2018)       |
| Тонга                | –                                      | –                          | 1 (2007)                         | 1 (2014)       |
| Австралия B          | –                                      | –                          | 1 (1989)                         | –              |
| Самоа                | –                                      | –                          | –                                | 2 (2003, 2022) |
| Новая Зеландия B     | –                                      | –                          | –                                | 1 (1986)       |

Примечания:
1. 1 2 3  Бывший член ОФК, а теперь член АФК.